# José Garriga
José Garriga Pridas (Caguas, 17 gennaio 1915 – 24 settembre 1999) è stato un cestista e allenatore di pallacanestro portoricano.

## Carriera
Ha guidato Porto Rico ai Campionati mondiali del 1963.